# 알렉산드로프 앙상블
알렉산드로프 앙상블은 러시아와 구 소련의 최대 규모의 군 예술 단체이자 러시아군 공식 군 합창단이다. 적기장을 2회 수훈한 A.V. 알렉산드로프로 이름한 러시아군 가무 격식 앙상블이며 약자는 КАППСА, КАППРА, КрАПП 등이다. 러시아 외의 타국에서는 영문 명칭인 The Alexandrov Red Army Choir (Chorus); The Alexandrov Red Army Ensemble; Red Army Chorus; Alexandrovtsy 등으로 알려져 있다. 알렉산드로프 앙상블은 러시아와 해외의 국가들에서 군가나 민요, 오페라, 대중 음악 등을 공연해왔다. 앙상블은 창립자인 알렉산드르 알렉산드로프의 명의를 받았다.

## 역사

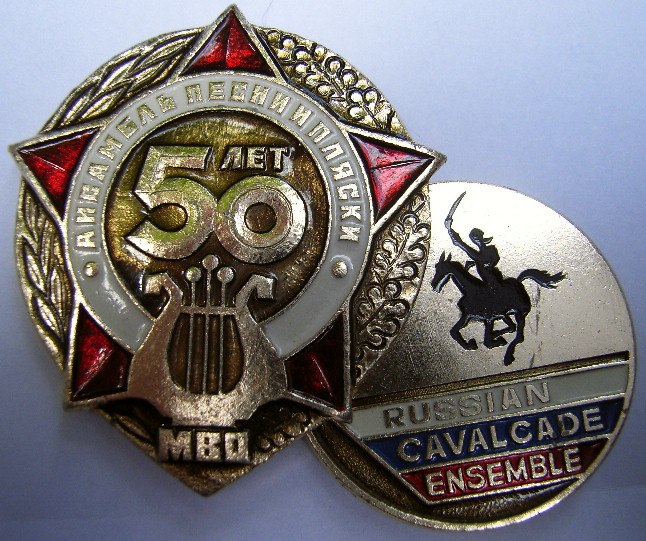
앙상블 50주년에 발행된 기념 징표.

앙상블의 탄생일은 붉은 군대 중앙 회관에서 군의 창조적인 단체의 탄생으로서 평가받는 12명의 구성원으로 구성된 단체로서의 첫 출연이 이루어진 때인 1928년 10월 12일로 알려져 있다. P.I. 차이코프스키 모스크바 음악원의 교수이자, 소련 인민 예술가, 작곡자, 육군 소장인 알렉산드르 알렉산드로프는 조직자들의 하나이자 첫 음악 교관으로서 있게 됐는데, 그는 18세의 나이대에 걸친 자들로 구성된 앙상블을 지도했다. 미하일 보리소비치 술만(1908~1993)은 앙상블의 첫 수장으로서 (1937년에 자신이 체포될 때까지) 있게 되었다.(1908~1993).
1928년 12월 1일에 앙상블은 중앙 육군 스포츠 클럽의 구성원으로 가입하고, 미하일 프룬제 명의의 붉은 군대 중앙 회관 붉은 군대 노래 앙상블 명칭을 얻었다.
30년대 중반 쯤에는 이미 앙상블의 인원수가 300명 가까이 되었을 정도로 성장했고, 앙상블의 명성은 러시아를 넘어서 퍼져나갔다. 1935년 11월 27일에는 적기장 1회 수훈의 소비에트 연방 붉은 군대 가무 앙상블로 명칭이 변경되었다. 1937년의 총 인원수는 273명이였으며, 1948년의 총 인원수는 313명이였다.
1946년서부터 1987년까지 (41년 간) 앙상블은 알렉산드르 알렉산드로프의 아들이면서, 사회주의 노력 영웅이자, 소련 인민 예술가이며, 소련 레닌과 국가상 최고 수상자인 보리스 알렉산드로프에 의해 지휘되었다. 오늘날의 앙상블은 186명으로 구성되어있는데, 9명의 독창가와 남성 합창단 (64명), 오케스트라 (38명), 혼성 무용 집단 (35명)으로 이루어져 있다. 모든 앙상블의 관계자들은 특별한 음악적, 무용적 편성을 가진다.
단체의 전체 역사 동안에 126명에게 "알렉산드로프인"이라는 칭호가 수여되었다. (현재까지 47명의 구성원이 단체 내에서 활동하고 있다.)
1949년 2월 7일에는 적기장을 2회 수훈한 A.V. 알렉산드로프 명의의 소련군 가무 격식 앙상블로 명칭이 바뀌었다.
1949년 7월 10일에 앙상블은 그 창시자인 A.V. 알렉산드로프의 이름을 소유하게 되었다.
1978년에 50주년을 맞은 앙상블은 가장 높은 전문성을 인정하는 칭호인 '격식'을 획득했다. 현재의 공식적인 칭호는 "적기훈장을 2회 수훈한 A.V. 알렉산드로프 명의의 러시아군 가무 격식 앙상블" (Дважды Краснознаменный академический ансамбль песни и пляски Российской Армии имени А.В.Александрова)이다.

## 갤러리
|                                                |                                        |                                                  |
| 라이프치히(독일민주공화국)에서의 상연, 1952년. | 부다페스트(헝가리)에서의 상연, 1951년. | 라이프치히 (독일민주공화국) 에서의 상연, 1952년. |